# Italki
italki（爱拓奇）是一个成立於2007年的線上语言学习平台，该网站提供教师對学生进行1对1辅导，学习者可以與教師進行視訊通話。学生也可以将該網站視作互相交流語言的平台。